# Wincenty Ignacy Choroszewski

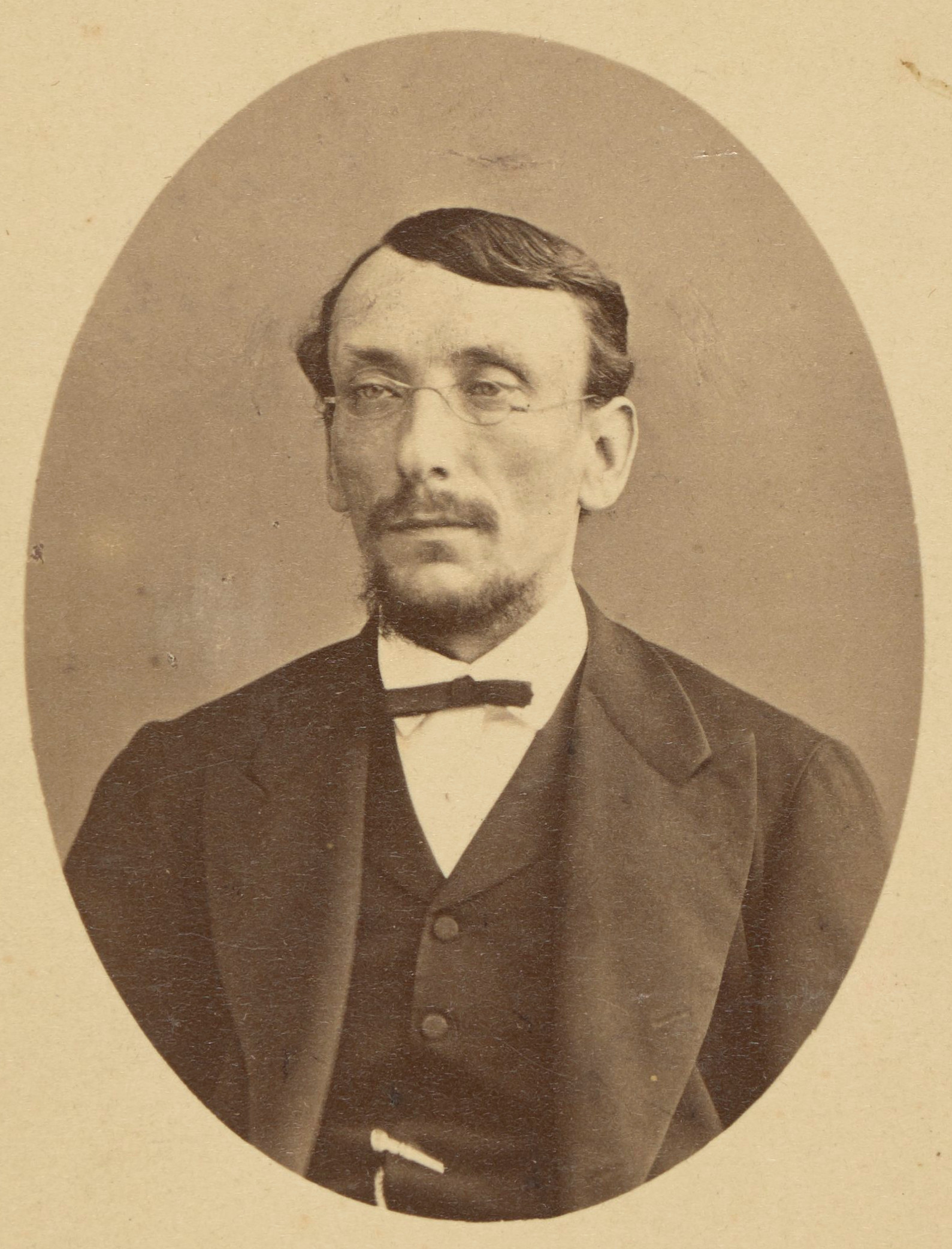
Wincenty Choroszewski

Wincenty Ignacy Jędrzej Choroszewski Хорошевский Викентий Владиславович (ur. 16 lutego 1845 w Wilnie, zm. 18 stycznia 1901 w Suchedniowie) – polski inżynier górniczy, pod koniec XIX w. kierujący górnictwem i hutnictwem na terenie Królestwa Polskiego.
Liceum ukończył w rodzinnym mieście w 1859 r. Absolwent petersburskiego Instytutu Górniczego z 1866. Po ukończeniu studiów pracował w hutach w Dąbrowie. W 1876 r. wyjechał na Kaukaz i na Syberię, gdzie w ramach ekspedycji prowadził do 1882 r. badania geologiczne. Od 1883 kierował Zakładami Górniczymi w Suchedniowie, a od 1895 zarządzał górnictwem i hutnictwem Kongresówki. Przyczynił się do rozbudowy przemysłu hutniczego i wydobywczego w Polsce, szkolnictwa w tych dziedzinach, a także do rozbudowy uzdrowisk Ciechocinek i Busko-Zdrój.

## Literatura dodatkowa
- Jan Obrąpalski: Choroszewski Wincenty Ignacy Jędrzej. W: Polski Słownik Biograficzny. T. 3: Brożek Jan – Chwalczewski Franciszek. Kraków: Polska Akademia Umiejętności – Skład Główny w Księgarniach Gebethnera i Wolffa, 1937, s. 428–429. Reprint: Zakład Narodowy im. Ossolińskich, Kraków 1989, ISBN 83-04-03291-0